# Gustav Büchsenschütz

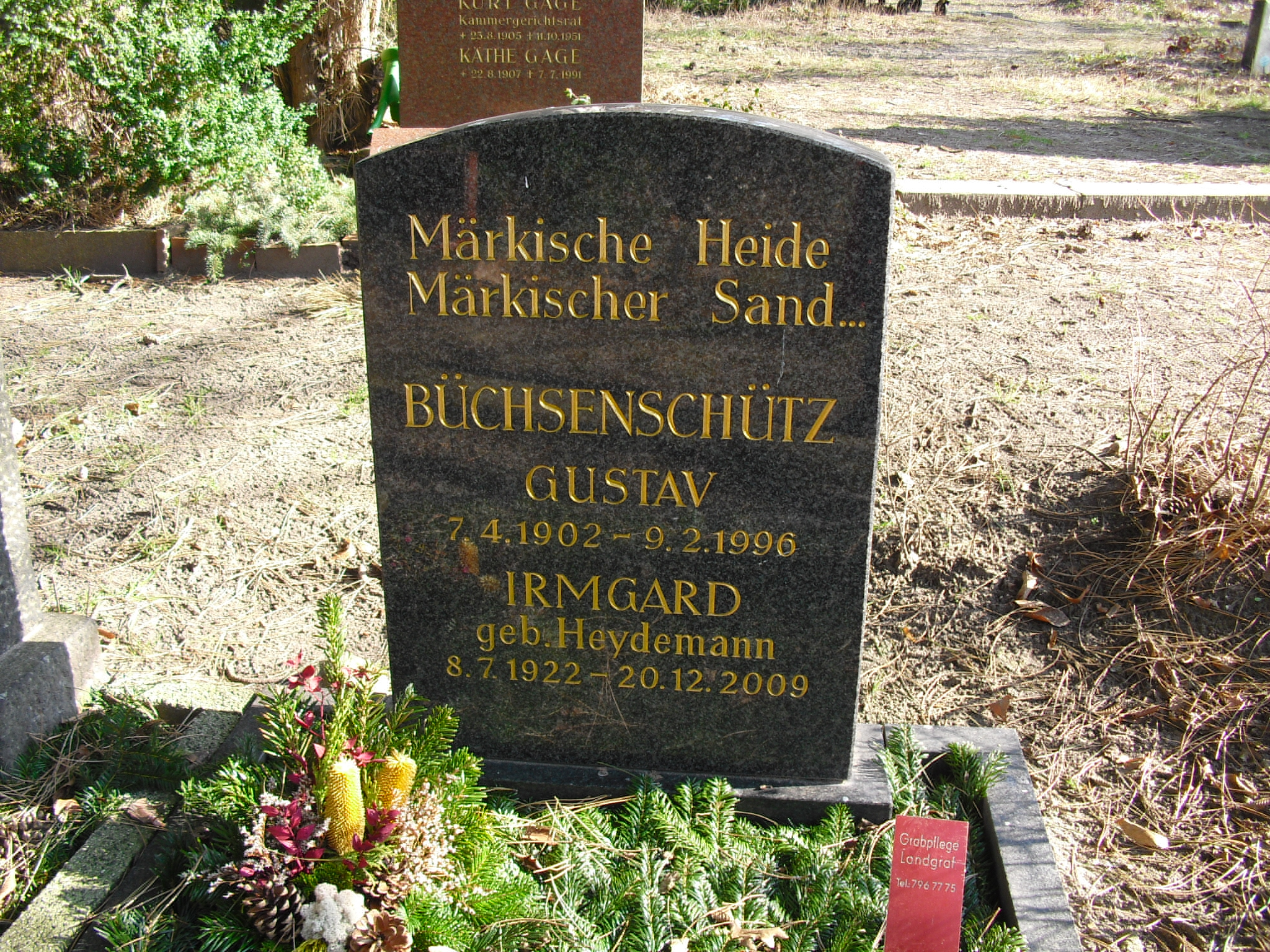
Grabstein auf dem Friedhof Steglitz

Gustav Büchsenschütz (* 7. April 1902 in Berlin; † 9. Februar 1996 ebenda) ist der Dichter des Liedes Märkische Heide, märkischer Sand.
Gustav Büchsenschütz war Sohn eines Gendarmen und trat nach Erlangung der Primareife in den Verwaltungsdienst der Gemeinde Groß Lichterfelde ein. Er durchlief die gehobene Beamtenlaufbahn, die er nach fünf Jahrzehnten als Sport- und Bäderamtsleiter des Berliner Bezirks Steglitz beendete.
Er gehörte der Wandervogelbewegung an. Bei Gelegenheit eines Ausfluges im Jahre 1923 schrieb er in der Jugendherberge Wolfslake bei Neu-Vehlefanz Text und Melodie des Liedes Märkische Heide, märkischer Sand, das bald sehr populär wurde.
Mit einem Arrangement von Paul Lincke wurde das Lied während der Zeit des Nationalsozialismus als Marschlied vereinnahmt. Mit der Neubildung des Landes Brandenburg ab 1990 förderte Ministerpräsident Manfred Stolpe die erneute Popularisierung des Liedes, sodass es nun die inoffizielle Hymne des Bundeslandes geworden ist.
Er wurde 1975 mit dem Verdienstkreuz am Bande der Bundesrepublik Deutschland ausgezeichnet.